# Трамвайный музей Берна
Трамвайный музей Берна (нем. Tram-Museum Bern) — учреждение культуры историко-технического профиля. Второй музей в Швейцарии, экспозиция которого рассказывает об истории трамвая, после Музея трамвая в Цюрихе. Находится в историческом депо квартала Вайссенбюль. В музее представлено развитие городского трамвая с 1960 года.

## История
Музей был основан и управлялся Ассоциацией трамваев Берна (нем. Tramverein Bern) (TVB) в 2006—2007 годах. Из Культурной премии Гражданской общины Берна на музей было выделено 100 000 швейцарских франков. Из выделенных средств на музей было потрачено лишь около 40 000 швейцарских франков. Ассоциация трамваев Берна не собирала никаких дополнительных средств заранее и не откладывала их специально.
Открыт 19 сентября 2007 года. С момента своего открытия является постоянным участником Ночи музеев Берна; впервые это мероприятие прошло в 2008 году.
Исторические трамваи в действующем состоянии можно увидеть в дни работы музея. Паровоз Бернского трамвайного общества, а также исторический городской автобус № 5 в настоящее время находятся в другом месте. Увидеть их на месте можно только по особым случаям. В экспозиции также представлены служебные автомобили, которые можно было осмотреть по запросу.

## Галерея

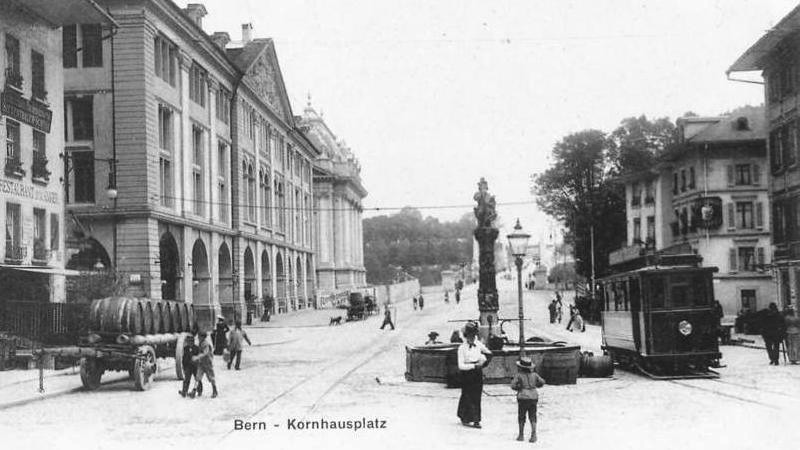
Моторный вагон городского трамвая (SSB) серии Ce 2/2 1-24 на Корнхаусплац, Берн. Открытка начала XX века.
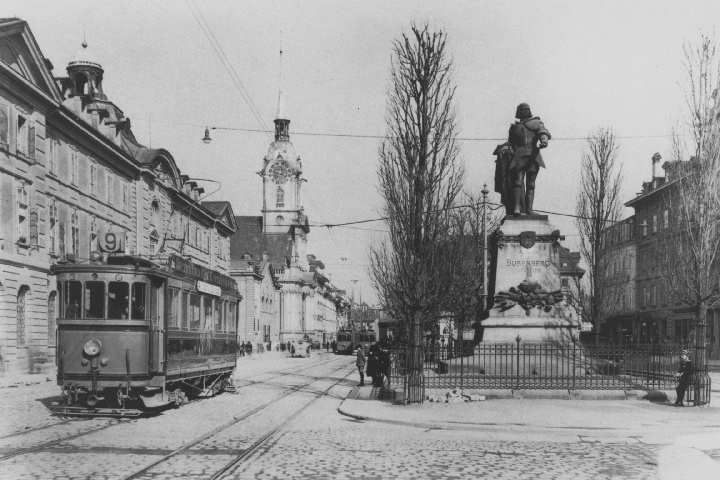
Моторный вагон городского трамвая Берна серии Ce 2/4 51-57, около 1915 года.
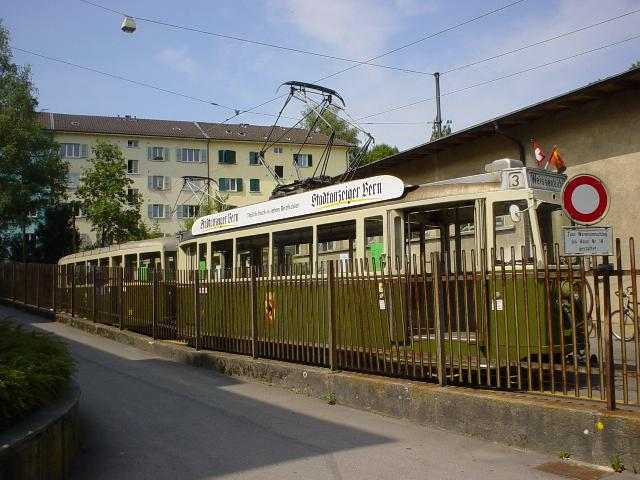
Трамвай Be 4/4 171 образца 1944 года с прицепом B4 317 1945 года. (2003)
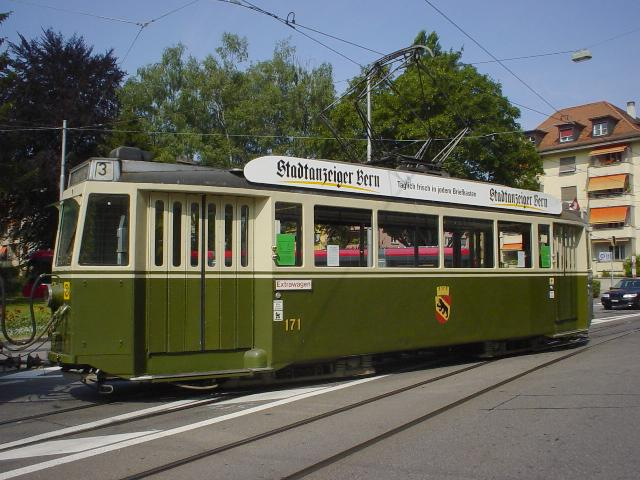
Трамвай Be 4/4 171 (2003)
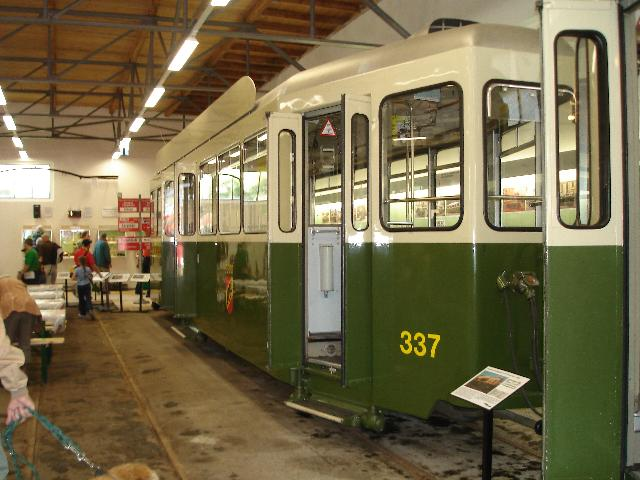
Переоборудованное депо
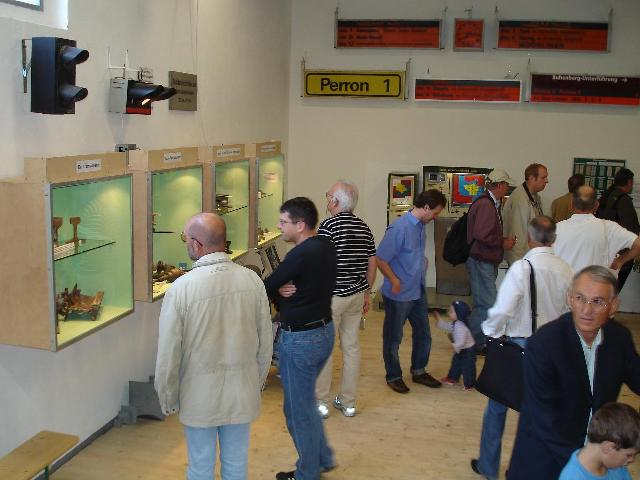
Интерьер музея